# Benoît David

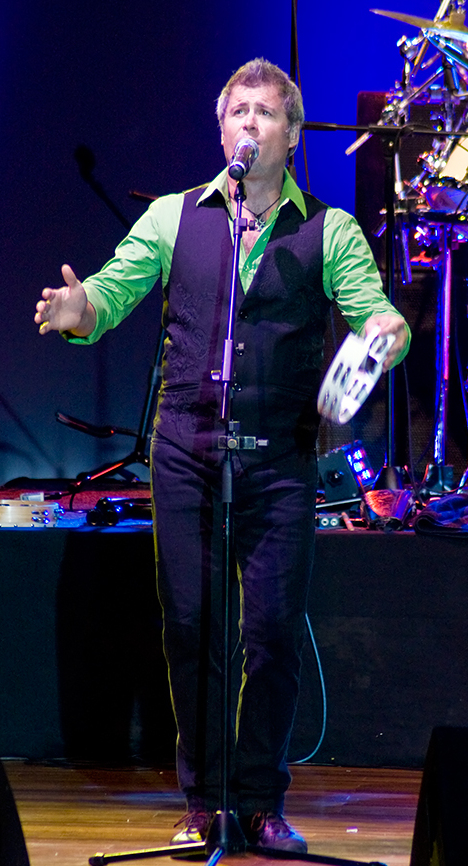
David bei einem Auftritt mit Yes

Benoît Gérard Guy David (* 19. April 1966 in Montreal, Quebec) ist ein kanadischer Sänger im Ruhestand, der vor allem als Leadsänger der englischen Progressive-Rock-Band Yes von 2009 bis 2012 bekannt ist. Er war außerdem von 1999 bis 2013 Leadsänger der Band Mystery und einer Yes-Tribute-Band namens Close to the Edge.

## Biografie

### Privatleben
David wurde am 19. April 1966 in Montreal, Quebec, geboren und wuchs im Vorort Brossard auf. Er wuchs mit der französischen Sprache auf und erlernte später die englische Sprache. David arbeitete nach der Schule als Kurier und hatte später etwa zehn Jahre lang einen Wochenendjob in Montreal, wo er Haushaltsgeräte in einer Sears-Filiale verkaufte. Zu diesem Zeitpunkt beherrschte er schon fließend die englische Sprache. Des Weiteren arbeitete er als Gebrauchtwagenverkäufer für Toyota.
David hat zwei Söhne.
Davids wichtigste musikalische Einflüsse in seiner Jugend waren Les Classels und die Musiker Dennis DeYoung und Chris de Burgh, deren Stimmen in ihm den Wunsch weckten, mit dem Singen anzufangen. Mit etwa fünfzehn Jahren begann er, in Schulbands zu singen und wurde dafür bekannt, verschiedene Sänger wie Geddy Lee und Laura Branigan zu imitieren. Er trat später in örtlichen Bars auf. Er erhielt keinen Gesangsunterricht, abgesehen von einigen Stunden im späteren Leben, um seine Stimme zu schützen.

### Musikalische Karriere
Im Jahr 1994 wurde David vom Gitarristen Philippe Charmettant von Gaia, einer Yes-Tribute-Band aus Montreal, eingeladen, für die Gruppe vorzusingen, nachdem ihm gesagt worden war, David würde wie Yes-Leadsänger Jon Anderson klingen. Später benannte sich die Gruppe in Close to the Edge um.
1999 wurde David Leadsänger der Rockband Mystery und ist auf den Studioalben Beneath the Veil of Winter's Face (2007), One Among the Living (2010) und The World Is a Game (2012) zu hören. Auf Letzterem ist David erstmals als Songwriter mit dem Gründungsmitglied und Hauptkomponisten Michel St-Père zu hören.
2008 wurde David als neuer Frontmann von Yes angekündigt, die zu diesem Zeitpunkt aus Steve Howe, Chris Squire, Alan White und Oliver Wakeman bestanden. David wurde geholt, nachdem bei Jon Anderson Anfang des Jahres akutes Atemversagen diagnostiziert worden war und er Zeit brauchte, um sich zu erholen. Die Band, die 2008 aus rechtlichen Gründen den Namen „Steve Howe, Chris Squire and Alan White of Yes“ verwendete, beschloss, mit ihrer Tournee fortzufahren und rekrutierte dabei David, nachdem Squire sich Videos von Auftritten von Close to the Edge auf YouTube angesehen hatte. David legte sein Schallplatten-Reparaturgeschäft auf Eis und schloss sich der Band Vollzeit an. Er war auf ihrem Studioalbum Fly from Here (2011) zu hören, das von Trevor Horn produziert wurde. Während der Tournee zum Album im Jahr 2011 begann David unter Atemproblemen zu leiden, die seinen Gesang beeinträchtigten. Er erinnerte sich, dass Squire wenig Verständnis für seine Probleme hatte. Die Situation kulminierte während einer Europatournee im Dezember 2011, als David das Gefühl hatte, er könne die Tournee nicht mehr fortsetzen und aussteigen wollte. Er wollte vermeiden, die Band aufzuhalten, da er nicht wusste, wie viel Zeit er brauchte, um sich von seiner Krankheit zu erholen. Squire bestätigte Davids Ausstieg im Januar 2012 und im folgenden Monat wurde David durch Jon Davison ersetzt.
David hat sich inzwischen aus der Musikbranche zurückgezogen. Er singt weiterhin in einem Chor und arbeitet Vollzeit in seinem Reparaturgeschäft Vinyle Pro. Im Jahr 2019 wurden Songs mit David, die während der frühen Fly from Here-Sessions vorbereitet wurden, auf der EP From a Page veröffentlicht. In einem Interview im Jahr 2023 sagte David, er habe seit seinem Ausstieg mit keinem seiner ehemaligen Bandkollegen von Yes gesprochen, mit Ausnahme von Wakeman.

## Diskografie

### Mit Mystery
- Beneath the Veil of Winter's Face (2007)
- One Among the Living (2010)
- The World Is a Game (2012)
- Tales from the Netherlands (2014)

### Mit Yes
- Fly from Here (2011)
- In the Present – Live from Lyon (2011)
- From a Page (2019)

### Gastauftritte
- Hamadryad – Safe in Conformity (2005, "Omnipresent Umbra")
- Hamadryad – Intrusion (2010, "In My Country")
- Gordon Giltrap und Oliver Wakeman – Ravens & Lullabies (2013, "From the Turn of a Card")